# Orectoloboides
Orectoloboides is een geslacht van uitgestorven wobbegongs uit de familie Orectolobidae. Het werd beschreven door Cappetta in 1977. De nieuwe soort Orectoloboides angulatus werd in 2010 benoemd door Charlie J. Underwood en Stephen L. Cumbaa uit het Cenomanien van Canada.

## Soorten
- Orectoloboides parvulus (Dalinkevicius, 1935)
- Orectoloboides multistriatus Werner, 1989
- Orectoloboides reyndersi Adnet, 2006
- Orectoloboides angulatus Underwood & Cumbaa, 2010
- Orectoloboides gijseni Herman & Van Den Eeckhaut, 2010

Twee soorten die voorheen aan dit geslacht waren toegewezen, Orectoloboides glashoffi Thies, 1981 en Orectoloboides pattersoni Thies, 1983, werden door Underwood & Ward (2004) overgebracht naar het afzonderlijke geslacht Ornatoscyllium.